# Eurytoma rhois
Eurytoma rhois är en stekelart som beskrevs av Crosby 1909. Eurytoma rhois ingår i släktet Eurytoma och familjen kragglanssteklar. Inga underarter finns listade i Catalogue of Life.